# Mauritiusi vércse
A mauritiusi vércse (Falco punctatus) a madarak osztályának sólyomalakúak (Falconiformes) rendjéhez, azon belül  a sólyomfélék (Falconidae) családjához tartozó faj.

## Előfordulása
Mauritius szigetén honos. Elsősorban erdőkben élő faj.

## Megjelenése
Testhossza 30 centiméter, testtömege 200-250 gramm.

## Életmódja
Rövid, széles , lekerekített szárnyaival ügyesen manőverezik a fák között.
Hosszú lába révén a vércsék közül a leginkább specializált faj.
Kisebb madarakkal, rágcsálókkal és rovarokkal táplálkozik.

## Szaporodása
Régebben a vércse erdei óriásfák természetes odvaiban fészkelt, de a fokozódó erdőirtás miatt ilyeneket ma már ritkán talál magának. Elsősorban a bazaltsziklák természetes üregeiben fészkel újabban.
Szaporodási időszaka augusztustól kezdődik. A tojó egy sziklamélyedésbe rakja tojásait és 28 napig kotlik rajtuk. A kelést követően 35-40 nappala  fiatal vércsék már röpképesek. Hamarosan szüleik elűzik őket a teritóriumból és elindulnak párt és új revírt keresni maguknak. Amennyiben ez rövid időn belül sikerül, akár a következő költési szezonban már maguk is szaporodóképesek.

## Természetvédelmi helyzete
Korábban a mauritiusi vércse kifejezetten gyakori fajnak számított a szigeten. Egyedszámának későbbi, drámai megfogyatkozásában kizárólag az emberi jelenlét játszott szerepet. Az őserdők jelentős részét kiirtották, hogy a benne található értékes fákat kitermeljék. Az erdők helyére ültetvények, elsősorban cukornád-ültetvények kerültek.
Az emberi jelenléttel együtt megérkeztek Mauritius szigetére a különböző emlősfajok is (korábban a szigeten csak három őshonos denevérfaj élt). A patkányok, a patkányok irtására betelepített jávai mongúzok, a házaktól elszökött és elvadult macskák, valamint a betelepített közönséges makákók elkezdték feldúlni a vércse fészkeit, elfogyasztották tojásait és fiókáit.
Ráadásul a cukornádültetvények rovarkártevői és a szúnyogok gyérítése mérgező rovarirtó szereket (elsősorban DDT-t) kezdtek használni, amelyek felhalmozódtak a  táplálékláncban és a vércse testében halálos koncentrációt értek el.
A mauritiusi vércsék utolsó menedéke a megközelíthetetlen Balck River árok lett.
Az első vércsevédő program 1973-ban indult a szigeten és 1978-ban keltek ki az első fogságban rakott tojásokból a kis vércsék.
A vércséket többféle módon próbálják meg szaporítani a szigeten. A fészkek felkutatása után, ha azok kritikusan veszélyeztetett helyen vannak, akkor folyamatosan elszedik az összes tojást, majd mesterségesen keltetik ki és nevelik fel a fiókákat. Ha nincs ennyire közvetlen veszélyben a  fészekalj, akkor csak ez először lerakott tojásokat veszik el a szülőmadaraktól. Azok ilyenkor többnyire pótfészekaljat raknak, amit utána ők maguk nevelnek fel, míg az elsőként lerakott tojásokat mesterségesen költetik ki.
Az ember által, vagy fogságban tartott vércsék által felnevelt fiatalokat ezután szabadon engedik a sziget alkalmasnak vélt pontjain.
1991-re több mint 200 tenyésztett (fogságban szaporított, vagy költetett) fiatal vércsét engedtek szabadon a szigeten.
Mindezek mellett folyamatosan irtják a vércsékre veszélyes betelepített emlősöket is a szigeten.
A program sikerei miatt a mauitiusi vércsét a Természetvédelmi Világszövetség Vörös Listáján a „kihalóban” kategóriából átrakták a „sérülékeny” kategóriába.
A faj tartós fennmaradása azonban egyelőre még mindenképp a védelmi programok folyamatos fenntartása mellett képzelhető el csak.